# Henryk Jagoda
Henryk Paweł Jagoda – polski ekonomista, inżynier, dr hab. nauk ekonomicznych.

## Życiorys
Obronił pracę doktorską, 1 stycznia 1991 habilitował się na podstawie pracy zatytułowanej Państwowa regulacja integracji przedsiębiorstw w polskiej gospodarce. Ewolucja - ocena - kierunki. 29 marca 1996 nadano mu tytuł profesora w zakresie nauk ekonomicznych. Został zatrudniony na stanowisku profesora zwyczajnego w Katedrze Nauk o Przedsiębiorstwie na Wydziale Ekonomii, Zarządzania i Turystyki Uniwersytetu Ekonomicznego we Wrocławiu, Wyższej Szkole Biznesu w Gorzowie Wielkopolskim i Państwowej Uczelni Zawodowej im. prof. Stanisława Tarnowskiego w Tarnobrzegu.
Był kierownikiem Katedry Nauk o Przedsiębiorstwie Wydziału Ekonomii, Zarządzania i Turystyki Uniwersytetu Ekonomicznego we Wrocławiu i członkiem Komitetu Nauk Organizacji i Zarządzania na I Wydziale Nauk Humanistycznych i Społecznych Polskiej Akademii Nauk.